# Карусель (технологія фальсифікації виборів)
«Карусе́ль» — метод фальсифікації виборів. «Карусель» є сленговим терміном, який "використовується у практиці виборчого права для позначення технології фальсифікації результатів виборів шляхом здійснення підкупу виборців біля виборчої дільниці за круговим принципом".  

## Мета
Метою «каруселі» є незаконний контроль над голосуванням залучених до фальсифікації громадян. 

## Походження назви
Назва походить від атракціону, де відвідувачі обертаються на платформі або на підвішених сидіннях.

## Процес
Суть технології: виборець виносить із приміщення виборчої дільниці свій незаповнений бюлетень і віддає його старшому виконавцеві шахрайської групи. Далі на цьому бюлетені ставиться позначка за потрібного кандидата, і в такому вигляді бюлетень передається наступному з учасників «каруселі». Цей учасник, прийшовши на дільницю, ховає виданий йому незаповнений бюлетень, а до урни кидає бюлетень із попередньо поставленою відповідною позначкою. Незаповнений бюлетень після виходу з дільниці передається старшому групи, і далі «карусель» прокручується потрібну кількість разів.